# Bythocrotus
Bythocrotus Simon, 1903 è un genere di ragni appartenente alla Famiglia Salticidae.

## Distribuzione
L'unica specie oggi nota di questo genere è un endemismo dell'isola di Hispaniola.

## Tassonomia
A dicembre 2010, si compone di una sola specie:
- Bythocrotus cephalotes (Simon, 1888)[2] — Hispaniola